# Zmory (film)
Zmory – polski film, oparty na powieści Zmory Emila Zegadłowicza, w reżyserii Wojciecha Marczewskiego z roku 1978.

## Obsada
- Piotr Łysak (Mikołaj Srebrny)
- Tomasz Hudziec (Mikołaj Srebrny jako dziecko)
- Bronisław Pawlik (ojciec)
- Teresa Marczewska (matka)
- Hanna Skarżanka (babka)
- Maria Chwalibóg (ciotka)
- Janusz Michałowski (wuj)

## Opis fabuły
Mikołaj Srebrny, zwany przez najbliższych Mikiem, mieszka razem z ojcem, emerytowanym nauczycielem, we dworze w Porębie Murowanej. Matka, młoda i piękna Zofia cierpiąca na suchoty, mieszka oddzielnie. Gdy Mik zostaje przyjęty do gimnazjum, zamieszkuje u wujostwa Komendów i na co dzień jest świadkiem pijackich wybryków wuja. W szkole chłopiec nie czuje się najlepiej. Sadystyczni nauczyciele znęcają się nad dziećmi fizycznie i psychicznie. Wrażliwy i samodzielnie myślący Mik często im podpada.